# بخش اسپرینگ فیلد (شهرستان کلارک، اوهایو)
بخش اسپرینگ فیلد (به انگلیسی: Springfield Township) یک منطقهٔ مسکونی در ایالات متحده آمریکا است که در شهرستان کلارک، اوهایو واقع شده‌است.
 بخش اسپرینگ فیلد ۸۲٫۳ کیلومتر مربع مساحت و ۱۲٬۲۳۷ نفر جمعیت دارد و ۳۱۸ متر بالاتر از سطح دریا واقع شده‌است.